# Chrysobothris texana
Chrysobothris texana es una especie de escarabajo del género Chrysobothris, familia Buprestidae. Fue descrita científicamente por LeConte en 1860.
Mide entre 6-11 mm.